# Битва біля пірамід
Битва при пірамідах, також відома як битва при Ембабе — найголовніша битва Єгипетської кампанії, відбулася 21 липня 1798 року. Французькі війська, чисельністю близько 20 000 вояків, очолювані Наполеоном Бонапартом, розбили османсько-єгипетську армію під командуванням Мурад-бея та Ібрагім-бея. Битва закінчилась абсолютною перемогою французьких військ та розгромом мамелюків.

## Передісторія
Після висадки у Єгипті й захоплення Александрії, французьке військо прямувало до Каїра. Бонапарт оголосив звернення до єгиптян, у якому запевняв у звільненні від влади мамелюків. 13 липня біля селища Шубрахіт сталося бойове зіткнення між французами та мамелюками, що закінчилось повною перемогою перших. Недалеко від єгипетської столиці (10 км) і за 25 км від пірамід у Гізі вони зустрілись із армією мамелюків. Тут Наполеон звернувся до свого війська: «Солдати, пам'ятайте, 40 віків історії дивляться на вас із висоти цих монументів.»

## Хід битви

«Наполеон перемагає мамелюків у битві біля пірамід», Джордж Крукшенк

Наполеон розділив свої сили (20 тисяч солдат) на 5 каре під командуванням Луї Дезе, Жана Реньє, Луї-Андре Бона, Шарля Дюгуа та Оноре Віаля. Припаси та кавалерія були розміщені усередині каре, артилерія розставлена по кутах. Основною силою османсько-єгипетської армії була кіннота мамелюків (6 000 вояків). Піхота (15 000) була слабо підготовленою й наспіх зібрана із селян. Лівий фланг французів упертий у Ніл. Обидва фланги виступали уперед, нагадуючи форму півмісяця, що дозволяло оточувати єгипетські сили. Правий фланг Мурад Бея був упирався в поселення Ембабе, добре укріпленою піхотою та 40 гарматами, знятими із кораблів; на протилежному флангу, у пустелі розверталася кавалерія.

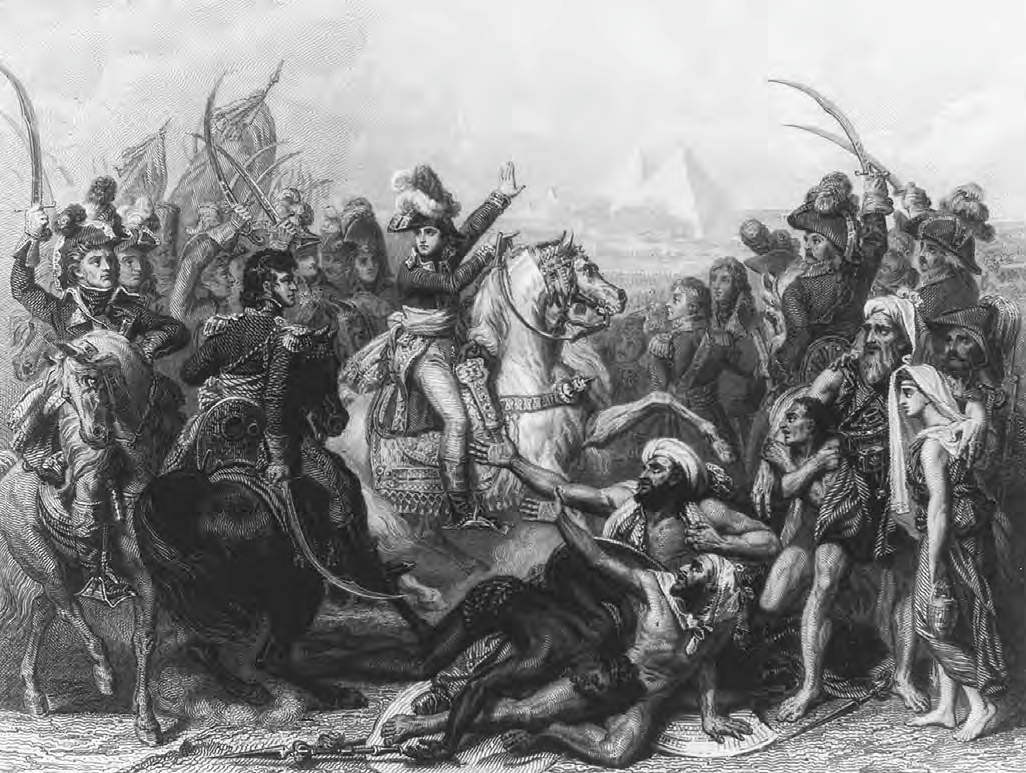
Битва біля пірамід

Близько 15:30 кіннота Мурад-бея здійснила кавалерійський ривок на французькі позиції. Французи відкрили залп із гармат й мушкетів, більшість мамелюків гинула, не доходячи до французьких бойових позицій, решту було заколото штиками. Деякі із відважних беїв вирішили напасти на каре Дезе й їм ненадовго вдалось прорвати бойовий порядок французів, однак французькі піхотинці змогли їх оточити.
Тим часом дивізія Бона штурмували табір у Ембабе, єгиптяни опинились в оточенні, значна їх частина намагалися переплисти через Ніл, однак більшість потонула. Усі спроби Мурад-бея прорватися до поселення закінчились невдачею, й він був змушений відступити із рештками мамелюків, попередньо віддавши наказ спалити єгипетські судна. Французам дісталась припаси та артилерія єгиптян.
Наполеон повідомив про втрату 29 вбитих та 260 поранених. Втрати єгиптян оцінюють до 6000 із корпусу мамелюків, та кілька тисяч піхотинців. Мурад-бей із загоном в 3000 воїнів відступив до Верхнього Єгипту, де займався партизанською війною.

## Наслідки
Після бою закінчилось панування мамелюків у Єгипті. Жителі Каїра відчинили ворота французьким військам. Після розгрому французького флоту адміралом Гораціо Нельсоном у битві при Абукірі французька армія опинилася у пастці.